# 카운트 (1916년 영화)
카운트(The Count)는 미국에서 제작된 찰리 채플린 감독의 1916년 영화이다. 찰리 채플린 등이 주연으로 출연하였다.

## 출연

### 주연
- 찰리 채플린
- 에릭 캠벨
- 에드나 펄비안스

## 같이 보기
- 찰리 채플린의 영화 목록